# 保加利亞煙草集團

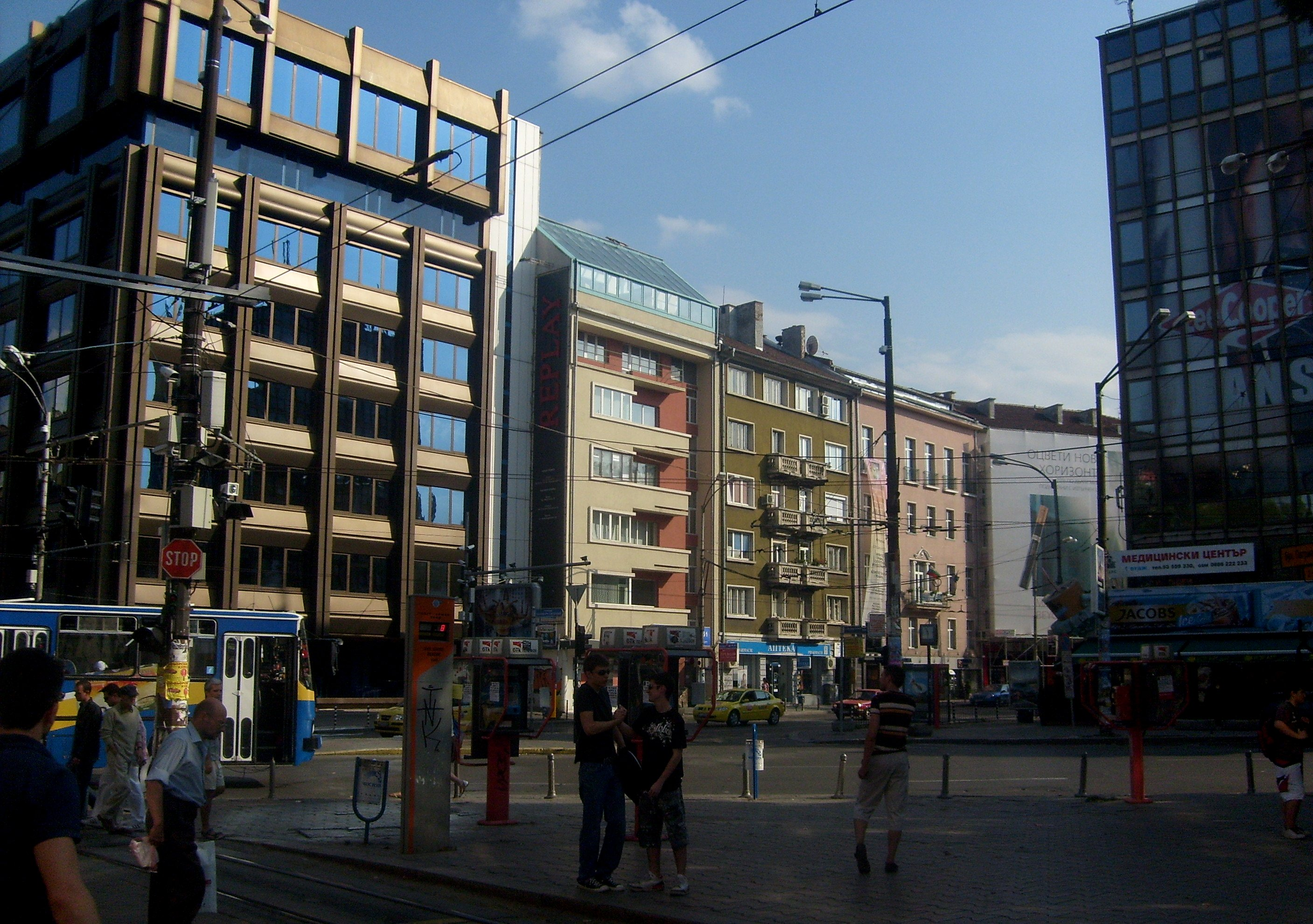
保加利亞煙草集團總部

保加利亞煙草集團股份有限公司是保加利亞最大煙草集團之一，生產於東歐及中歐等地區，也是主要歐洲香煙生產商。始創於1947年，總部位於保加利亞首都索菲亞。
保加利亞煙草集團主要生產50個香煙品牌，廠房位於索菲亞、普罗夫迪夫、布拉戈耶夫格勒等本地及出口國家，主要品牌包括總監、菲美娜、專貴、Slims、保加利亞、MM、Melnik、七山、環球、大橋、特雷索爾、BT、Charlie、Nevada、Orient Express、Country等。

## 外部連結
- 世界烟草公司私有化冷热不均彰显逐利本性[]
- 三家银团竞标保加利亚烟草集团的出售顾问（页面存档备份，存于）